# Харауэй, Донна
Донна Харауэй (англ. Donna Haraway, род. 6 сентября 1944, Денвер, США) — почётный профессор факультета феминистских исследований и факультета истории сознания Калифорнийского университета в Санта-Крузе. Харауэй считают одной из основоположниц киберфеминизма и «нового материализма», центральной фигурой в современной эпистемологии, феминистских (и не только) исследованиях науки и технологий и постгуманизме. Автор эссе «Манифест киборгов: наука, технология и социалистический феминизм 1980-х» (1985) и многочисленных статей и монографий по эпистемологии, современной философии, исследованиям науки и технологий, а также феминистской и квир-теории. За книгу «Modest_Witness Second_Millennium.FemaleMan©Meets_OncoMouse™: Feminism and Technoscience» Харауэй в 1999 году была удостоена премии имени Людвига Флека, ежегодно присуждаемой за лучшую работу в области науки и технологий.

## Биография
Донна Джин Харауэй родилась в 1944 году в Денвере, штат Колорадо. Отец Харауэй был спортивным журналистом «Денвер-Пост», а её мать, ирландская католичка, умерла, когда Харауэй было 16 лет. Харауэй посещала среднюю школу в Академии Св. Марии в Деревне Черри Хиллз, штат Колорадо и имела тройную специализацию в зоологии, философии и литературе в Колорадском колледже. После колледжа Харауэй переехала в Париж и изучала эволюционную философию и теологию в Фонде Тейяр де Шардена по стипендии Фулбрайта. Она защитила свою докторскую степень по биологии в Йельском университете в 1970 году, написав диссертацию о применении метафоры в формировании экспериментов в экспериментальной биологии под названием «The Search for Organizing Relations: An Organismic Paradigm in Twentieth-Century Developmental Biology», позднее отредактированная в книгу и опубликованная под заголовком «Crystals, Fabrics, and Fields: Metaphors of Organicism in Twentieth-Century Developmental Biology». Харауэй с середины 1990-х стала настоящей академической звездой. Индексы цитирования её текстов постоянно растут, её называют «одной из главных феминистских теоретиков науки» (Lederman, 2002, p. 164) и «одной из немногих писательниц-феминисток, получившей статус автора и упоминаемой и цитируемой как феминистками, так и не феминистками» (Sofoulis, 2003, p. 63), а перед лекцией в Гарвардском университете она была представлена как «настолько знаменитая в академическом мире, насколько это возможно» (Grebowicz, Merrick, 2013, p. 10). Влияние Х. на себя отмечала Анна Цинг.

## «Манифест киборгов»
В 1985 году Харауэй опубликовала эссе «Манифест киборгов: наука, технология и социалистический феминизм 1980-х» в американском журнале Socialist Review. Хотя большая часть ранней работы Харауэй была сконцентрирована на том, чтобы подчеркнуть смещение в научной культуре в пользу маскулинности, она также внесла большой вклад в феминистские исследования XX века. Для Харауэй Манифест отвечал на растущий консерватизм в 1980-х годах в США, когда феминистки, чтобы иметь какое-либо реальное значение, должны были принять во внимание своё положение в том, что она называет «информатикой доминирования». Женщины больше не были вне иерархии привилегированных бинарностей, а были глубоко вплетены, эксплуатировались сетевой гегемонией и участвовали в ней, и должны были формировать свою политику в этих условиях.
Согласно «Манифесту» Харауэй, «нет ничего в женщинах как таковых, что естественным образом объединяло бы их в единую категорию. Нет даже такого состояния, как „бытие женщиной“, сама по себе очень сложная категория, сконструированная в спорных научных дискурсах о сексуальности и других социальных практиках». Киборгу не нужна стабильная, эссенциалистская идентичность — утверждает Харауэй — и феминистам стоит задуматься о создании коалиций, основанных на «близости», а не на идентичности. Чтобы обосновать свой аргумент, Харауэй анализирует общность «women of color», предлагая её как один из возможных примеров политики близости. Используя термин, введённый теоретиком Челой Сандовал, Харауэй пишет, что «оппозиционное сознание» сопоставимо с политикой киборгов, потому что вместо подчёркивания идентичности, оно показывает, как близость возникает в результате «инаковости, различия и специфики».

### На русском языке
- Харауэй Д. Манифест киборгов: наука, технология и социалистический феминизм 1980-х / пер. с англ. А. Гараджа. — М.: Ад Маргинем Пресс, 2017. — 128 с. — ISBN 978-5-91103-374-3.
- Харауэй Д. Оставаясь со смутой. Заводить сородичей в Хтулуцене / пер. с англ. А. Писарева, Д. Хамис, П. Хановой. — Пермь: Hyle Press, 2020. — 340 с. — ISBN 978-5-60-435814-6.

Статьи
- Харауэй Д. Манифест киборгов: наука, технология и социалистический феминизм 1980-х гг. // Гендерная теория и искусство. Антология: 1970—2000 / пер. с англ. под ред. Л. М. Бредихиной, К. Дипуэлл. — М.: Российская политическая энциклопедия (РОССПЭН), 2005. — С. 322—377. — ISBN 5-8243-0595-1.
- Харауэй Д. Антропоцен, Капиталоцен, Плантациоцен, Ктулуцен: создание племени, Художественный журнал 99 «Планетарность» 2017
- Харауэй Д. Ситуативные знания: вопрос о науке в феминизме и преимущество частичной перспективы // Логос №1, 146. Феминистские исследования / пер. с англ. Л.  Агамаловой, Е. Костылевой. — Москва: Издательство Института Гайдара, 2022. — С. 237—271. — (Библиотека журнала "Логос"). — ISBN 848920-1.